# Nahro Mohammed al-Kasnazani

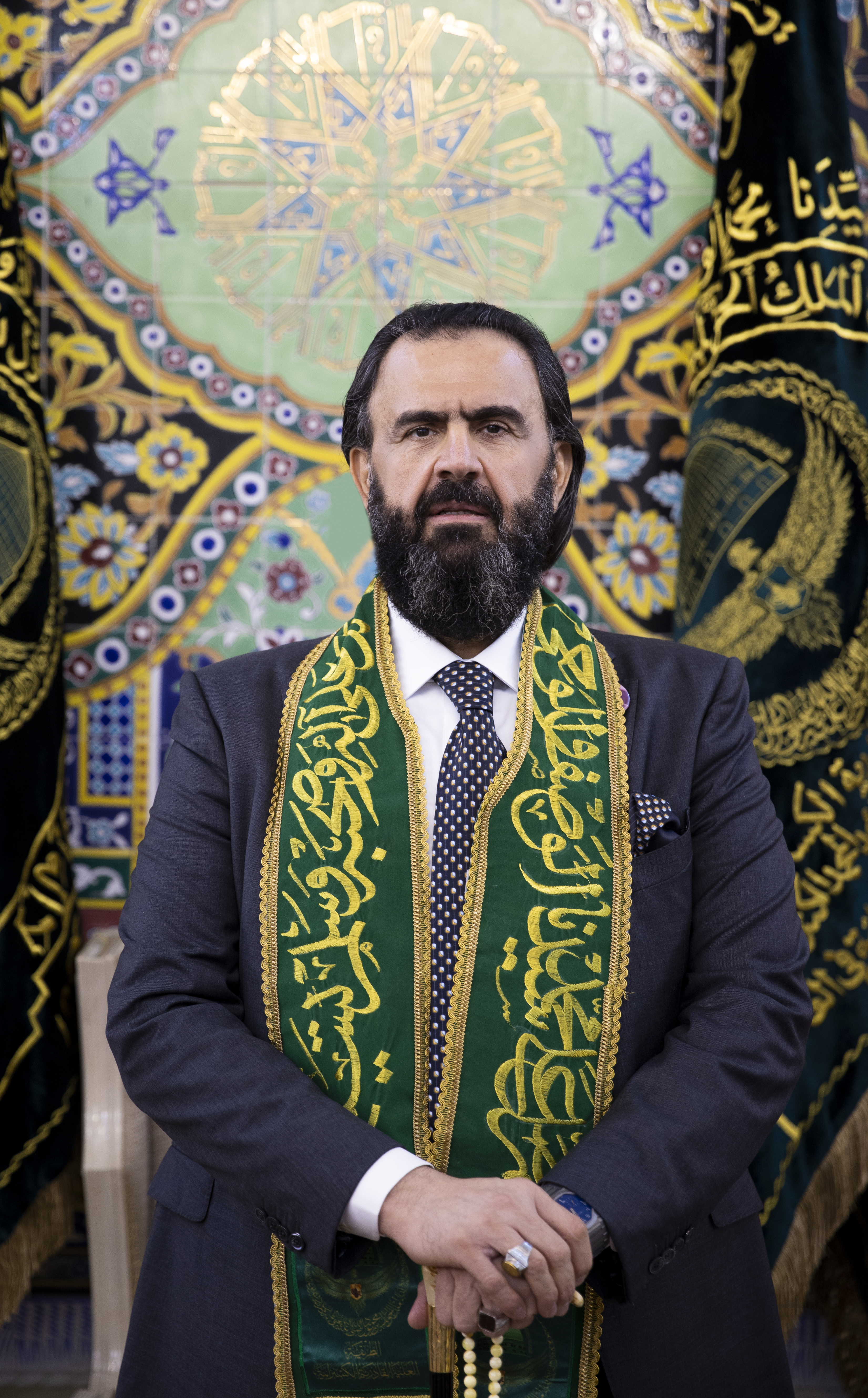
Nahro Muhammad Abd al-Karim al-Kasnazani

Nahro Muhammad Abd al-Karim al-Kasnazani (kurdisch نەهرۆ محمد عبدالکریم ئەلکەسنەزانی; arabisch نهرو محمد عبد الكريم الكسنزاني, DMG Nahrū Muḥammad ʿAbd al-Karīm al-Kasnazānī; geb. 12. Dezember 1969) ist der derzeitige spirituelle Führer (Scheich und geistlicher Lehrer) des Sufi-Ordens der al-Qādirīya al-Kasnazānīya sowie ein irakischer Politiker. Er besitzt einen Doktortitel in Geschichte, eine akademische Qualifikation in Englischer Sprachwissenschaft aus dem Vereinigten Königreich sowie einen Abschluss in Informatik vom Al-Mansour University College in Bagdad. Nahro al-Kasnazani stammt aus einer Familie mit einer tief verwurzelten religiös-sufistischen Tradition im irakischen Kurdistan. Er gehört zur Familie al-Barzanji, die ihre Abstammung bis zu Imam Husain zurückführt, was ihnen eine husaynidische Herkunft verleiht. Seine spirituelle Zugehörigkeit liegt im Orden der al-Qādiriyya al-Kasnazāniyya.

## Frühes Leben und Nachfolge als Scheich
Nahro Muhammad Abdul Karim al-Kasnazani al-Husseini wurde am 12. Dezember 1969 in Kirkuk, Nordirak geboren. Seine Familie zog 1985 nach Bagdad, wo er seine Grundbildung abschloss. Er ist der älteste unter seinen Geschwistern. Sein Vater, Scheich Muhammad Abdul Karim al-Kasnazani al-Husseini, war der vorherige Scheich des Al-Qadiriyya al-Kasnazaniyya Sufi-Ordens. Nach dem Tod von Scheich Muhammad Abdul Karim al-Kasnazani, trat Nahro seine Nachfolge an, da sein Vater ihm das Führungsrecht für den Orden übertrug.

### Auswahl zum Scheich nach dem Tod seines Vaters
Zunächst empfahl Scheich Muhammad al-Kasnazani immer  Nahro als seinen Nachfolger gegenüber den anderen Anhängern und sagte: „Kein Nachfolger sollte eine khanqah eröffnen oder einen neuen Nachfolger ernennen, ohne meinen Nachfolger, Scheich Nahro, zu informieren.“ 2005 erklärte er vor einer Versammlung von Anhängern offiziell Nahro als seinen Nachfolger und sagte: „Inshallah, Scheich Nahro ist der Scheich der Zukunft, und er ist euer Scheich, Bruder und Diener, der Diener des Ordens.“ Er erwähnte dies auch in einer seiner Vorträge. Im Jahr 2008 gab Scheich Muhammad al-Kasnazani Nahro offiziell die volle Autorität über die Hauptkhanqah in Sulaymaniyah und erklärte, dass jede Anweisung von  Nahro so behandelt werden würde, als stamme sie von ihm, und dass niemand nach Scheich Muhammad al-Kasnazani den Orden vertreten würde, außer Scheich Nahro. Nach ihrem Glauben wird die Auswahl des Scheichs durch Befehl des Propheten Muhammad  getroffen. 2019 reiste Scheich Muhammad al-Kasnazani in die Vereinigten Staaten, und im Jahr 2020 verschlechterte sich seine Gesundheit zunehmend, bis er am 4. Juli 2020 verstarb. Nach seinem Tod trat Scheich Nahro die Führung des Ordens an.

## Politische Laufbahn
Scheich Nahro ist auch ein irakischer politischer Führer. Während der Herrschaft des ehemaligen Präsidenten Saddam Hussein wurden Scheich Nahro und Mitglieder seiner Familie inhaftiert. Im Jahr 1991 gründete er eine politische Partei namens „Irakische Versammlung der Nationalen Einheit“. Scheich Nahro nahm an verschiedenen Konferenzen teil, darunter die Verteidigungskonferenz in Dubai im Jahr 2008 und die Reformkonferenz im Jahr 2005.

## Ausbildung und akademische Qualifikationen
Nahro absolvierte seine Sekundarschulbildung in Bagdad und erwarb einen Bachelor-Abschluss in Informatik an der Universität Bagdad. Außerdem erhielt er einen Bachelor-Abschluss in englischer Sprachwissenschaft im Vereinigten Königreich. Anschließend erlangte er einen Master-Abschluss in Geschichte am Institut für Arabische Geschichte und Wissenschaftliches Erbe, gefolgt von einer Promotion in islamischer Geschichte. Der Titel seiner Dissertation lautete: „Mehmed der Eroberer: Sein Leben und seine Eroberungen.“ Dr. Nahro beherrscht drei Sprachen fließend: Arabisch, Englisch und Kurdisch.